# Jason Mraz
Jason Thomas Mraz (født 23. juni 1977 i Mechanicsville, Virginia, USA) er en amerikansk singer-songwriter. 
Mraz brød igennem med singlen The Remedy (I Won't Worry) i 2002, der hurtigt kom på de amerikanske Billboard-hitlister og blev powerplay på MTV og VH1. Debutalbummet Waiting for My Rocket to Come udkom samme år og fik platin af RIAA i juli 2004. Albummet nåede andenpladsen på Billboard-listen. Opfølgeren, Mr. A-Z, udkom i 2005 og kom på femtepladsen. Singlen I'm Yours fra 2008, var forløberen for albummet We Sing. We Dance. We Steal Things.
Han er inspireret af flere musikalske stilarter, bl.a. pop, rock, folk, country, jazz og hip hop, og har optrådt med navne som Rolling Stones, Bob Dylan, Dave Matthews Band, James Blunt, Gavin DeGraw, Alanis Morissette, James Morrison og Jewel.
Jason Mraz har spillet flere gange i Danmark, senest skt. Hans aften og på hans egen fødselsdag den 23. juni 2009 i Falconer Theateret til en fuldkommen udsolgt koncert.[kilde mangler]
Udover musikken ernærer Mraz sig som avocadodyrker i California. Han er råkost-veganer, hvilket vil sige, at han kun spiser mad, der ikke er kogt og forarbejdet.[kilde mangler]
Desuden bør det nævnes, at Jason Mraz næsten altid bærer en form for hat, når han viser sig offentligt.

## Jason Mraz: om musikken
Jeg er taknemlig for at have musikken i mit liv. Min mor var den første person som fik mig til at interessere mig for det. Hun sad med mig ved et klaver, hjalp mig med at sætte fingrene rigtigt og sanse de rigtige akkorder, og vi spille  chopsticks igen og igen og igen. Min stedfar, en fantastisk trommeslager, gav mig et lille trommesæt til min 10-års fødselsdag. Den gave lærte mig de væsentlige rock/rap-beat. Selvom jeg aldrig forfulgte musik som en karriere, introducerede de få musikalske øjeblikke mig til en organiseret og udtryksfuld måde at være på, som senere fremførte i venskaber og akademikere, forbedrede min holdning og den samlede præstation i skolen.
Jeg er så taknemmelig for de mange, mange fantastiske musiklærere i de offentlige skoler, der holdt mig indskrevet på styrken i at kunne udtrykke sig og i gruppedeltagelse. Jeg er taknemmelig for den ekstraordinære undervisning af lyd og mulighed for at spille, når den alder var mest hensigtsmæssigt for at spille.
[kilde mangler]

## Diskografi
- Waiting for My Rocket to Come (2002)
- Mr. A–Z (2005)
- We Sing. We Dance. We Steal Things. (2008)
- Love Is a Four Letter Word (2012)
- Yes! (2014)
- Know. (2018)
- Look for the Good (2020)